# Tarachidia binocula
Tarachidia binocula là một loài bướm đêm trong họ Noctuidae.